# Tohuvabohu
Tohuvabohu es el decimoquinto álbum de estudio de la banda de metal industrial KMFDM. Fue lanzado el 21 de agosto de 2007 por el sello de la banda KMFDM Records y por Metropolis Records.
La palabra "tohuvabohu" deriva de la frase bíblica "tohu va bohu", que significa “sin forma y vacío” o “caos y confusión completa”. Esta frase fue utilizada para describir el estado de la Tierra antes de la creación. La banda describe su uso del término dándole el significado de "salvaje y caótico".[1]
De acuerdo con el reporte de prensa de KMFDM Records, el álbum contiene una variedad de sonidos, que incluye dance ("Looking For Strange"), metal ("Saft and Kraft"), industrial (“Spit or Swallow”), darkwave (“Tohuvabohu”), epic (“Bumaye”) y pop/rock (“Fait Accompli”). El grupo también reveló que el disco contiene canciones en diferentes idiomas como latín, hebreo, lingala y castellano.

## Lista de canciones
El álbum se compone de las siguientes canciones:
1. "Superpower"
2. "Looking For Strange"
3. "Tohuvabohu"
4. "I Am What I Am"
5. "Saft und Kraft"
6. "Headcase"
7. "Los Niños Del Parque" (cover, original de Liaisons Dangereuses)
8. "Not In My Name"
9. "Spit or Swallow"
10. "Fait Accompli"
11. "Bumaye"

- Datos: Q3992251